# M44 (БТР)
M44 (англ. M44 Armoured Personnel Carrier) — дослідний гусеничний бронетранспортер армії США, що розроблявся наприкінці Другої світової війни. Було виготовлено 6 екземплярів, але в серію цей бронетранспортер не пішов через чисельні зауваження з боку армійського командування.

## Історія
На 1945 рік армія США вже мала суттєвий досвід використання в бойових умовах бронетранспортерів завдяки унікальному та модульному сімейству напівгусеничних бронеавтомобілів M2/M3 Halfrack. Однак слабке бронювання, відкритий верх, змішаний тип рушійної установки, інші особливості не дозволяли повною мірою використовувати цей тип броньованої техніки в загальновійськовому бою. Канадці в Нормандії почали експериментувати зі спеціальними БТРами, використовуючи корпус підбитих танків «Шерман» та інші моделі, що призвело до створення імпровізованої моделі під назвою «Кенгуру». Рівень захисту такого типу бронетранспортерів був набагато ліпший, ніж M3 Halftrack, незважаючи на очевидні обмежені можливості та зручність використання. Після того, як штатне озброєння з цих танків було вилучено, вони підтвердили концепцію захищеного БТР, повністю вкритого зверху від уражаючої дії уламків.
У квітні 1945 року армія США замовила експериментальну партію з шести броньованих машин із поставками до червня включно. Cadillac міг легко впоратися з цим завданням і вчасно представив усі необхідні бронетранспортери. Незабаром машини розпочали польові випробування та підтвердили розрахункові характеристики. Навіть у своїй першій версії представлений прототип T16 міг фактично перевезти цілий взвод по будь-якій місцевості, захищати бійців від вогню стрілецької зброї та підтримувати дії особового складу на полі бою вогнем з кулеметів.
Випробування тривали до кінця Другої світової війни. Після капітуляції Японії випробування цих шести екземплярів продовжувалися на полігонах Абердину та Форту Нокс, поки T16 отримав нове позначення бронетранспортер M44, стандартизований для американських військових. В ході цих іспитів техніка оцінювалась у будь-яких умовах.
Результати випробувань бронетранспортерів T16/M44 мали подвійний характер: з одного боку він добре зарекомендував, але водночас, приймати його на озброєння вважалося неможливим. Ключовою причиною було те, що однією з його головних переваг, як це не парадоксально, стала також власна фатальна вада: до осені 1945 року командування армії США оновило вимоги до БТР. І бронетранспортер здатний перевозити цілий взвод, вже не відповідав новим вимогам, заснованим на піхотній тактиці, що удосконалювалася протягом війни. Тепер армія хотіла експлуатувати машини, спроможними перевозили одну піхотну секцію (відділення). Таким чином, M44 не був прийнятий на озброєння і використовувався лише для більшої кількості польових випробувань та тренувань. Жоден з них не був переданий бойовим частинам, і їхня експлуатація закінчилася восени 1946 року, коли було запропоновано провести модернізацію з урахуванням накопиченого досвіду.